# Lucca (perra)
Lucca (2003 o 2004- 20 de enero de 2018) era una perra de asistencia, cruce de pastor alemán y pastor belga. Trabajó para el Cuerpo de Marines de los Estados Unidos durante 6 años y recibió entrenamiento para la detección de explosivos. Fue enviada dos veces a la guerra de Irak y una vez a la guerra de Afganistán. En sus más de 400 misiones, no se produjeron víctimas mortales bajo su supervisión. En 2012, mientras patrullaba en Afganistán, resultó herida por la explosión de una mina, lo que requirió la amputación de su pierna izquierda. Después de recuperarse en la Base del Cuerpo de Marines Camp Pendleton, Lucca se retiró oficialmente en 2012 y fue adoptada por su adiestrador original, el sargento Chris Willingham.
El 5 de abril de 2016, el Dispensario Popular para Animales Enfermos (PDSA), una organización benéfica de medicina veterinaria del Reino Unido, otorgó a Lucca la Medalla Dickin, que se considera el equivalente animal de la Cruz Victoria, siendo la 67.ª vez que se concedió. Esta fue la primera vez que se le otorgó este honor a un perro del Cuerpo de Marines de los Estados Unidos. Lucca también recibió una placa y cintas no oficiales del Corazón Púrpura de un infante de marina, que recibió el premio en dos ocasiones.
Lucca está enterrada en el Memorial de Perros de Guerra de Míchigan, en South Lyon.

## Carrera militar
Lucca nació en los Países Bajos. Las Fuerzas de Defensa de Israel la entrenó durante seis meses con un equipo estadounidense en Israel. Luego fue incorporada al ejército de Lackland en los Estados Unidos y llevada al Campo de Pruebas de Yuma en Arizona para entrenarse en un entorno similar a Irak.  Cumplió dos períodos de servicio con el Cuerpo de Marines de los EE. UU. durante sus seis años en activo. Durante ese tiempo, completó más de 400 misiones. Fue entrenada como perro de búsqueda especializado y pertenecía a un grupo de élite de perros capaces de trabajar sin correa a grandes distancias de sus adiestradores en situaciones peligrosas. En sus misiones, ningún humano que la acompañaba resultó herido. En concreto, el historial de servicio militar de la perra incluía Afganistán, con más de 400 patrullas y tres viajes de combate en Irak. Se le atribuyó el hallazgo de municiones, explosivos e insurgentes al menos 40 veces, sin una sola muerte humana bajo su supervisión.
La PDSA señaló que protegió miles de vidas humanas como parte de sus misiones. En su última misión en 2012, cuando estaba de patrulla en Afganistán, olfateó un artefacto explosivo improvisado de 30 libras (13,6 kilogramos) y continuaba su búsqueda cuando perdió una de sus patas cuando otro artefacto detonó debajo de ella. El cabo Juan Rodríguez, su adiestrador, pensó que había muerto, pero pudo rescatarla. Le administró los primeros auxilios y luego Lucca fue trasladada en avión a Alemania para recibir tratamiento médico y rehabilitación. Diez días después de la explosión, volvió a caminar. Tras recuperarse de su lesión, se jubiló. Vivía en California con el sargento de artillería Chris Willingham y su familia.
Según Amy Dickin, portavoz del dispensario, la concesión de la Medalla Dickin a Lucca generó más "atención pública que cualquier otro homenajeado con la Medalla Dickin en los 73 años de historia del premio". En noviembre de 2019 se convirtió en una de las primeras ganadoras de la Medalla al Valor de Animales en Guerra y Paz, que se le otorgó póstumamente en una ceremonia en el Capitolio en Washington D. C.
La historia de la vida de Lucca se convirtió en un libro, "Top Dog: The Story of Marine Hero Lucca" de Maria Goodavage.
Lucca murió el 20 de enero de 2018.